# Sambiranói bambuszmaki
A Sambiranói bambuszmaki (Hapalemur occidentalis) az emlősök (Mammalia) osztályába, a főemlősök (Primates) rendjébe és a makifélék (Lemuridae) családjába tartozó faj.

## Előfordulása
Madagaszkár északi részének esőerdeiben található meg.

## Megjelenése
A Sambiranói bambuszmaki a legkisebb bambuszmaki faj, fejtesthossza nem éri el a 27–28 cm-t. Testtömege 0,7-1,0 kg. Szőrzete szürkésbarna, a pofija, a hasa világosabb. Minden bambuszmakifaj füle kicsi és kerek.

## Életmódja
Ezekről az állatokról az ismereteink elenyészőek. Nappal és szürkületkor aktívak, a hangját éjszaka is lehet hallani. A fán élnek. Táplálékukat főleg bambusz alkotja, továbbá virágot is fogyaszt. Valószínűleg csoportokban élnek.

## Fordítás
- Ez a szócikk részben vagy egészben  a   Westlicher Bambuslemur című német Wikipédia-szócikk fordításán alapul.  Az eredeti cikk szerkesztőit annak laptörténete sorolja fel. Ez a jelzés csupán a megfogalmazás eredetét és a szerzői jogokat jelzi, nem szolgál a cikkben szereplő információk forrásmegjelöléseként.

## Külső hivatkozások
- ARKive.org